# Dragan Bender
Dragan Bender (Čapljina, 17. studenog 1997.) hrvatski je profesionalni košarkaš. Trenutačno igra za Maccabi Tel Aviv.
Dragan s 12 godina iz Čapljine dolazi u Split u košarkašku akademiju Nikole Vujčića. S 15 godina debitira za prvu momčad Splita igrao je šest minuta u kojima je ostvario dva poena i jedan skok. Sezonu nakon toga ide u drugoligaški klub Kaštela gdje pomaže ekipi u ulasku u najviši rang natjecanja.
Godine 2014. potpisuje sedmogodišnji ugovor s Maccabi Tel Avivom. Za Maccabi debitira 11. studenoga 2015. gdje postiže pet poena, uz tri skoka i tri blokade.
Dana 6. travnja 2016. prijavljuje se na NBA draft, gdje ga 23. lipnja Phoenix Sunsi biraju kao četvrtoga u prvome krugu.

## Vanjske poveznice
- (engl.) www.nba.com – Dragan Bender
- (engl.) [neaktivna poveznica]
- (engl.) www.basketball-reference.com – Dragan Bender Europe Stats